# Aljaksandr Makryzki
Aljaksandr Mikalajewitsch Makryzki (belarussisch Аляксандр Мікалаевіч Макрыцкі, russisch Александр Николаевич Макрицкий/Alexander Nikolajewitsch Makrizki; * 11. August 1971 in Minsk, Weißrussische SSR) ist ein ehemaliger belarussischer Eishockeyspieler. Zuletzt war er zwischen 2017 und 2019 Assistenztrainer beim HK Sibir Nowosibirsk.

## Karriere
Aljaksandr Makryzki begann seine Karriere als Eishockeyspieler in der Saison 1991/92 bei Chimik Nawapolazk in der drittklassigen Perwaja Liga. Anschließend verbrachte er drei Jahre bei Dinamo Minsk – ab 1993 Tiwali Minsk – in der russischen Superliga. Von 1995 bis 1997 stand der Verteidiger für deren Ligarivalen, den HK Lada Toljatti, auf dem Eis, mit dem er in der Saison 1995/96 GUS-Meister sowie 1996/97 russischer Vizemeister wurde. In diesem Zeitraum absolvierte der Linksschütze zudem zehn Spiele für den HK Awangard Omsk. Nach einer Spielzeit bei Neftechimik Nischnekamsk in der Superliga, begann er die Saison 1998/99 bei deren Ligarivalen Sewerstal Tscherepowez und beendete sie bei Dinamo-Energija Jekaterinburg aus der zweitklassigen Wysschaja Liga.
Von 1999 bis 2002 spielte Makryzki für die Revierlöwen Oberhausen in der Deutschen Eishockey Liga, ehe er ein Jahr in der Superliga für Krylja Sowetow Moskau auflief. Die Saison 2003/04 begann der belarusse bei Chimik Woskressensk, für das er allerdings nur in fünf Spielen auf dem Eis stand, bevor er in die DEL zurückkehrte, in der er mit Aufsteiger Wölfe Freiburg den direkten Wiederabstieg hinnehmen musste. Daraufhin kehrte der Olympiateilnehmer von 2002 in seine belarussische Heimat zurück, wo er in der Saison 2004/05 für den HK Homel aktiv war. Anschließend wurde er von seinem Ex-Club HK Dinamo Minsk verpflichtet, mit dem er 2006 zunächst den nationalen Pokal gewann sowie in der Saison 2006/07 erstmals belarussischer Meister wurde. In der Saison 2007/08 spielte er für Dinamos Stadtnachbarn HK Keramin Minsk, mit dem er ebenfalls belarussischer Meister wurde. Ab der Saison 2008/09 spielte der Nationalspieler wiederum mit Dinamo Minsk in der neugegründeten Kontinentalen Hockey-Liga. In der Saison 2010/11 spielte er zuletzt für Metallurg Schlobin in der belarussischen Extraliga. Anschließend beendete er seine Karriere.

### International
Für Belarus nahm Makryzki an den C-Weltmeisterschaften 1994 und 1995, den B-Weltmeisterschaften 1996, 1997, 2002 und 2004 sowie den A-Weltmeisterschaften 2000, 2003, 2005, 2006, 2007, 2008, 2009 und 2010 teil. Des Weiteren stand er im Aufgebot seines Landes bei den Olympischen Winterspielen 2002 in Salt Lake City und 2010 in Vancouver.

### Als Trainer
In der Saison 2012/13 war er Co-Trainer bei Dinamo-Schinnik Babrujsk, dem Juniorenteam des HK Dinamo Minsk, aus der Juniorenliga Molodjoschnaja Chokkeinaja Liga. Ab 2014 war er Assistenztrainer bei Torpedo Nischni Nowgorod und ab 2017 in gleicher Position beim HK Sibir Nowosibirsk.

## Erfolge und Auszeichnungen
- 1996 GUS-Meister mit dem HK Lada Toljatti
- 1997 Russischer Vizemeister mit dem HK Lada Toljatti
- 2006 Belarussischer Pokalsieger mit dem HK Dinamo Minsk
- 2007 Belarussischer Meister mit dem HK Dinamo Minsk
- 2007 All-Star-Team der belarussischen Extraliga
- 2008 Belarussischer Meister mit dem HK Keramin Minsk

### International
- 1995 Aufstieg in die Division I bei der Weltmeisterschaft der Division II
- 2002 Aufstieg in die Top Division bei der Weltmeisterschaft der Division I
- 2004 Aufstieg in die Top Division bei der Weltmeisterschaft der Division I